# Loch of Aboyne
Loch of Aboyne ist ein künstlicher Süßwassersee in Aberdeenshire, Schottland. Er liegt circa zwei Kilometer nordöstlich der namensgebenden Ortschaft Aboyne. Der See wurde um 1830 durch einen Erddamm aufgestaut und diente ursprünglich als Wasserreservoir für eine nahe gelegene Wassermühle.
Der See ist umfassend touristisch erschlossen. Das Gelände des Aboyne Golf Clubs grenzt an das Südufer des Sees. 
Direkt am Nordufer liegt ein Hotel mit Spa. Vor dem Ostufer befindet sich eine Halbinsel im See, die vollständig als Campingplatz genutzt wird. 
Dennoch verfügt Loch of Aboyne über eine recht umfangreiche Flora und Fauna. Der Uferabschnitt zwischen Hotel und Campingplatz ist stark mit Röhrichtpflanzen bewachsen und beherbergt eine große Vielfalt an Egeln und Schlammschnecken. Zahlreiche Zugvögel wie die Pfeifente, der Gänsesäger und das Rotauge nutzen den See als Zwischenstation auf ihrem Weg nach Norden beziehungsweise Süden.
Loch of Aboyne ist außerdem ein relativ fischreiches Angelgebiet, in dem unter anderem Flussbarsche, Hechte und Aale gefangen werden können.